# طارق قباج
طارق القباج سياسي مغربي من مواليد 1948 في أكادير. شغل منصب عمدة مدينة أكادير بين عامي 2009 و 2015 باسم الاتحاد الاشتراكي للقوات الشعبية.

## المسيرة المهنية

### الأصل والدراسات
طارق القباج ولد لأب مغربي وأم فرنسية، كان يعمل ممرضًا. درس في أكادير قبل أن يسافر إلى تولوز، التي عاد منها حاملاً شهادة في الكيمياء. عمل أستاذا في جامعة محمد الخامس بالرباط حتى عام 1984 وهو العام الذي توفي فيه والده.

### رجل أعمال
ورث عن والده عباس القباج مزارع أولاد تايمة في هوارة التي تبعد ب44 كلم من أكادير. هذه المزارع عمل على تطويرها ليجعلها واحدا من أعظم تراث جنوب المغرب. في إقليم تارودانت، استحوذ على مزرعة كبيرة في سبت الكردان، وقد خصص هذه الضيعة لإنتاج أنواع جديدة من الحوامض والنباتات، حيث تنتج هذه الضيعة برتقالا يعرف باسم "الكردان". تضم مجموعة القباج أيضًا أراضي عباس القباج التي تبلغ مساحتها 1 635 هكتارًا، بالإضافة إلى أراضي أخرى في سوس وماسة ومحطة للتعبئة والتغليف، وتتكون 30٪ من إنتاجها من الحوامض.
يدير القباج فضلا عن كل ذلك مع شقيقه خالد شمس شركة للتطوير العقاري، ولا سيما في الداخلة التي يملك فيها مزرعة تبلغ مساحتها 30 هكتارًا، ويدير 1000 هكتار من الأراضي الزراعية التابعة لصوديا صوجيتا ( Sodea-Sogeta)في سهل الغرب .هذا فضلا عن استثماره في الزراعة بالبرازيل إلى جانب عزيز أخنوش.

### المسار السياسي
ظهر لأول مرة في السياسة كعضو في أول مكتب شباب للاتحاد الوطني للقوات الشعبية في عام 1975 .
انتخب عضوا في مجلس البلدي لأكادير خلال الانتخابات البلدية لعام 2009 ثم في23 يونيو من نفس السنة، انتخب عمدة للمدينة لمدة ست سنوات. استقال من هذا المنصب في شهرغشت 2011 لأسباب نشرها خصوصًا على مدونته  ولكن بعد اجتماع مع أعضاء المكتب الوطني لحزب الاتحاد الاشتراكي للقوات الشعبية، علق قراره بشرط أن يحظى بدعم حزبه وأن لا يتخلى عنه.